# Сирна неделя (филм)
„Сирна неделя“ е български игрален филм (драма) от 1993 година, по сценарий и режисура на Радослав Спасов. Оператор е Иван Тонев. Музиката във филма е композирана от Божидар Петков.

## Сюжет
Пиринска Македония от края на 40-те години. Време на терор и раздори. Лековерен и романтичен, Ангел става удобен за манипулиране от хората на властта. Той провокира бунтове на циганското население. За да му създаде „легенда“, милицията преследва неговите близки. Погубена е и любовта му към Стойка. Уж нелегално, Ангел преминава гръцката граница и се свързва с група горяни. Подлъгва ги и те попадат на засада. От този момент животът му преминава в непрекъснат страх от възмездие. Накрая идва просветлението. Но ще донесе ли то изкупление на греховете и прошка? Това е съдбата на един човек, роден като ангел, живял като безбожник и умрял като вампир.

## Актьорски състав
- Александър Морфов – Ангел
- Стоян Алексиев – Началникът на милицията Тетимов
- Анна-Мария Секулова – Стойка
- Николай Урумов – Командирът на бригадата
- Радена Вълканова – Гласът на Стойка
- Николай Ишков – Папратилов
- Албена Ставрева – Вера
- Стефан Китанов – Художникът
- Илиана Китанова – Петранка
- Дамян Петров – Семинарист Петров
- Иван Григоров – Бащата на Ангел, старият Чокан
- Радослав Блажев – Митрето
- Чавдар Монов – Васил
- Светослав Дойчинов – Радул
- Груди Атанасов – Поп Ставри
- Никола Додов – Фильо
- Димо Коларов
- Михаил Билалов
- Николай Латев
- Мариус Куркински - диверсант
- Владимир Давчев - диверсант
- Александър Дойнов
- Йордан Биков
- Рали Пунев

## Награди
- Наградата на Филмова къща „Глобо“ за най-добър филм за малкия екран на ФБФ (Варна, 1994).